# Megvagy!
A Megvagy! (eredeti cím: Gotcha!) 1985-ben bemutatott amerikai akcióvígjáték Anthony Edwards és Linda Fiorentino főszereplésével, Jeff Kanew rendezésében, aki 1984-ben A suttyók visszavágnak című filmben is együttműködött Edwardssal.
A filmet 1985. május 3-án mutatták be.

## Rövid történet
Jonathan főiskolás társaival Megvagy! játékot játszik, vagyis paintball-lal kipróbálja, hogy merénylőnek vagy célpontnak alkalmasabb-e. Berlinbe utazik, ahol a játék valósággá válik.

## Cselekmény
A Los Angeles-i Kaliforniai Egyetem (UCLA) hallgatója, Jonathan Moore szabadidejét a „Megvagy!” (angolul: Gotcha) (népszerű az 1980-as években) játékkal tölti, ahol minden játékos egy „célpontot” kap, akire egy paintball fegyverrel kell vadászni. Moore és barátja, Manolo nyaralni mennek Párizsba, ahol megismerkednek Sasha Banicekkel, egy csábító csehszlovák nővel, akivel Jonathan elveszíti a szüzességét.
Jonathan úgy dönt, hogy Manolo nélkül, de Sashával együtt Nyugat-Berlinbe megy. A tapasztalatlan Jonathan szerelmes lett. Ott Sasha elmondja neki, hogy Kelet-Berlinbe kell átmennie egy csomagért. Néhány kaland után Sasha átadja Jonathannak a csomagot, és elmondja neki, hogy az egy rétest tartalmaz. A diák nem tudja, hogy Vlad, egy szovjet ügynök figyeli őket.
Jonathan a Checkpoint Charlie-hoz megy, hogy visszatérjen a szabad világba. De előbb át kell esnie a kemény keleti vizsgálaton, ahol meztelenre vetkőztetik, és megvizsgálják a testnyílásait. Mivel nem találnak semmit, átengedik. Nyugat-Berlinben szovjet ügynökök üldözik Jonathant, de egy német rockzenekar segít neki elmenekülni a repülőtérre, ahol eléri a hazafelé tartó gépet.
Vlad és emberei követik őt Los Angelesbe. Jonathan elmeséli a szüleinek, akik azt hiszik, hogy a drogok miatt borult ki. Jonathan úgy dönt, hogy felhívja az FBI-t és a Központi Hírszerző Ügynökséget is. 
Jonathan végül újra találkozik Sashával, aki bevallja, hogy az igazi neve Cheryl Brewster, és ő CIA-ügynök, és valójában Pittsburghben született.  
Vlad és bandája megpróbálja levadászni Jonathant és Cherylt az UCLA-n, de Jonathan egy nyugtatófegyverrel, amelyet az állatorvosi tanszékről szerez, ártalmatlanná teszi őket. A szovjeteket letartóztatják. Sasha közli vele, hogy folytatni akarja vele a kapcsolatát.

## Szereplők
- Anthony Edwards – Jonathan Moore
- Linda Fiorentino – Sasha Banicek / Cheryl Brewster, CIA ügynök
- Nick Corri – Manolo, Jonathan szobatársa és barátja
- Alex Rocco – Al Moore, Jonathan apja
- Marla Adams – Maria Moore, Jonathan édesanyja
- Klaus Löwitsch – Vlad
- Bata Kameni
- Christopher Rydell – Bob Jensen
- Brad Cowgill – Reilly
- Kari Lizer – Muffy
- David Wohl – professzor a kampuszon
- Irene Olga López – Rosario
- Christie Claridge – diáklány
- Reggie Thompson – Charlie, egy őr

## A film készítése
1984 októberében forgatták Los Angelesben, Párizsban és Nyugat-Berlinben.

## Fordítás
- Ez a szócikk részben vagy egészben  a   Gotcha! (film) című angol Wikipédia-szócikk fordításán alapul.  Az eredeti cikk szerkesztőit annak laptörténete sorolja fel. Ez a jelzés csupán a megfogalmazás eredetét és a szerzői jogokat jelzi, nem szolgál a cikkben szereplő információk forrásmegjelöléseként.
- Ez a szócikk részben vagy egészben  a   Gotcha! című spanyol Wikipédia-szócikk fordításán alapul.  Az eredeti cikk szerkesztőit annak laptörténete sorolja fel. Ez a jelzés csupán a megfogalmazás eredetét és a szerzői jogokat jelzi, nem szolgál a cikkben szereplő információk forrásmegjelöléseként.